# Свейката (Кібартай)
Футбольний клуб «Свейката» Кібартай (лит. Futbolo klubas Sveikata Kybartai) — литовський футбольний клуб з Кібартая, заснований у 1919 році. Виступає в ІІ лізі. Домашні матчі приймає на стадіоні «Міський», місткістю 1 000 глядачів.

## Історія
Історичні назви
- 1919 — Банга;
- 1920 — Свейката;
- 1949 — Жальгіріс;
- 1952 — ГСК;
- 1973 — Свейката.

У 1918 році, після Першої світової війни, коли німецька окупаційна армія вийшла з Литви, у Кибартаї була створена футбольна команда, яка отримала назву «Банга». 1919 рік німець Фрайтах знайшов скам’янілий, неогороджений луг біля залізниці, купив м’яч і зібрав ентузіастів. Команда називалася «Свейката» («Здоров’я»), в ній грали литовці, росіяни, німці та євреї. Команда мала синьо-червоний прапор.
Перший чемпіонат Литви стартував у 1922 році, але Кібартайський спортивний клуб «Свейката» в ньому не брав участі. 
1930 рік у Кибартаї вже було футбольне поле необхідного розміру, на якому до цього часу грає «Свейката».

## Досягнення
- А-ліга
  - Бронзовий призер (1): 1930.

## Сезони
| Сезон | Рівень | Ліга       | Місце | Примітки |
| ----- | ------ | ---------- | ----- | -------- |
| 2021  | 3.     | Друга ліга | 8.    | [ 2 ]    |

## Кольори форми
Форма команди попередніх років
| 1968 | 1973 | 1977 | 1994–1995 | 2002 | 2014 | 2018 | 2020 |

## Головний тренер
- Генрікас Катіліюс (lt. Henrikas Katilius), (? — 2020)
- Нагліс Мікнявічюс (lt. Naglis Miknevičius), (2020 — 2021)
- Шарунас Литвінас (lt. Šarūnas Litvinas), (2022 —)